# 林徹 (言語学者)
林 徹（はやし とおる、1952年 - ）は、日本の言語学者。専門はチュルク語学。東京大学名誉教授。日本学術会議会員。放送大学特任教授・東京文京学習センター所長。

## 人物
群馬県生まれ。1977年東京大学文学部言語学科卒業、1984年同大学院人文科学研究科博士課程単位取得退学、東京外国語大学アジア・アフリカ言語文化研究所助手。1989年7月、同助教授、1997年から1998年東京大学人文社会系研究科助教授併任、2001年同教授。2018年定年退任、名誉教授、放送大学東京文京学習センター所長・特任教授。
専門はテュルク諸語。ユーラシア周辺部テュルク諸語の記述言語学的研究、トルコ語の指示詞を中心としたダイクシス表現のほか、ベルリン在住トルコ人生徒の社会言語学的研究も行った。

## 共編著
- 『トルコ語会話の知識 トルコ語の発想と表現』 A.ヤマンラール共著 大学書林、1994年
- 『事典世界のことば141』梶茂樹、中島由美共編 大修館書店、2009年
- 『トルコ語文法ハンドブック』白水社、2013年
- 『人文知1 心と言葉の迷宮』唐沢かおり共編 東京大学出版会、2014年